# (4546) Franck
(4546) Franck est un astéroïde de la ceinture principale.

## Description
(4546) Franck est un astéroïde de la ceinture principale. Il fut découvert le 2 mars 1990 à La Silla par Eric Walter Elst. Il présente une orbite caractérisée par un demi-grand axe de 2,36 UA, une excentricité de 0,06 et une inclinaison de 6,1° par rapport à l'écliptique.

## Étymologie
Cet astéroïde est nommé en l'honneur du compositeur belgo-français César Franck (1822-1890).

## Compléments